# プリシラ・ディーン
プリシラ・ディーン（英語: Priscilla Dean, 1896年11月25日 - 1987年12月27日）は、アメリカ合衆国の女優である。

## 人物・来歴

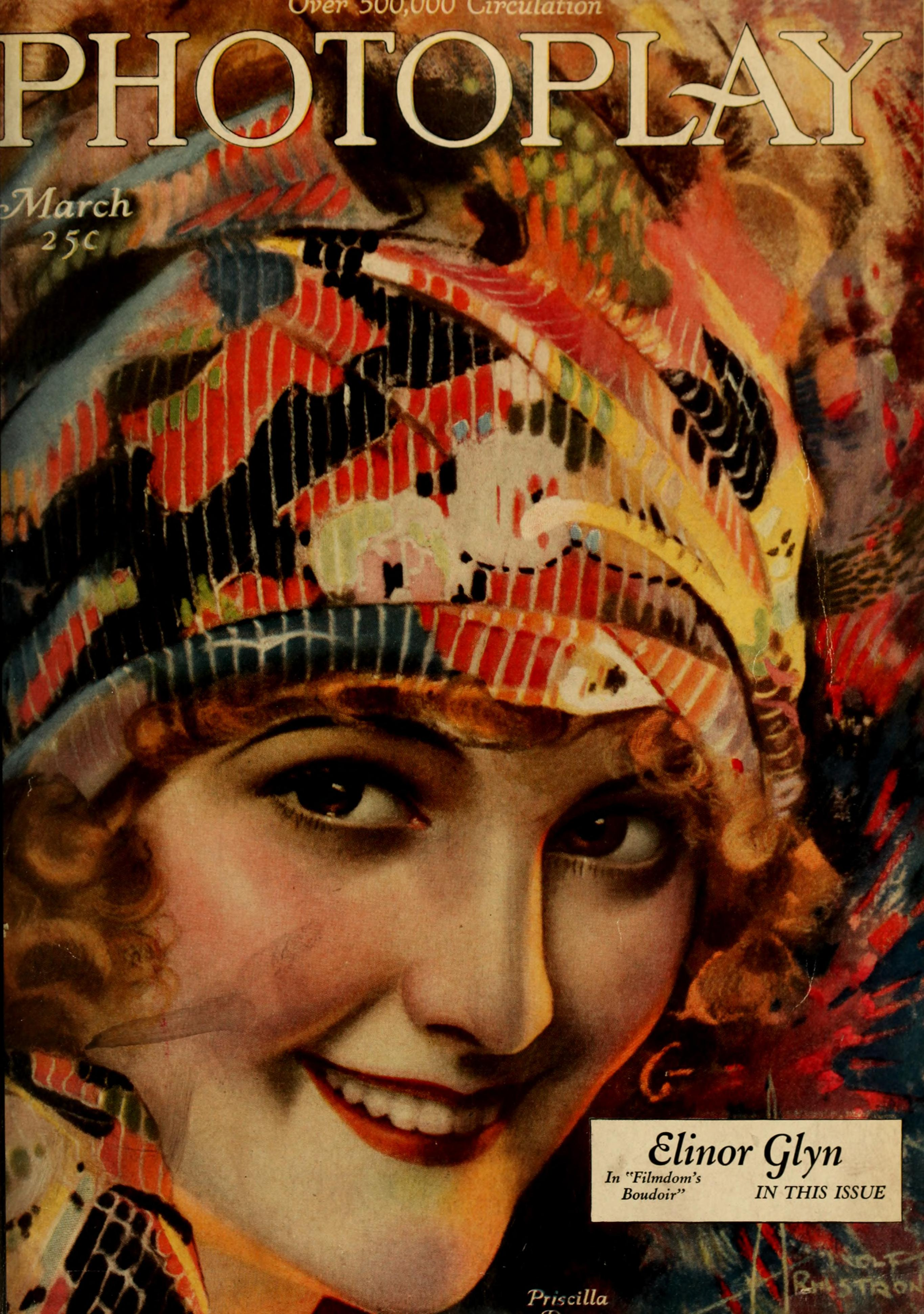
Photoplay 誌1921年3月号表紙。

1896年11月25日、アメリカ合衆国のニューヨーク州ニューヨーク市に生まれる。両親は舞台俳優である。
両親の舞台に子役として出演した後に、満14歳になる1910年ころ、バイオグラフ・カンパニー等で1巻ものの短篇映画に出演し始める。同社が製作し、1912年1月29日に公開された、D・W・グリフィス監督、チャールズ・ヒル・メイルズ主演の短篇映画 A Blot on the 'Scutcheon がもっとも古い出演記録である。各社を転々とし、1914年、フランスのエクレールの在アメリカ製作会社が製作したヘンリー・ルーゾンとの共演作 The Heiress and the Crook で初主演を果たす。
1916年、ユニヴァーサル・フィルム・マニュファクチュアリング・カンパニー（現在のユニバーサル・ピクチャーズ）に入社、第1作はパディ・マクガイアと共演、主演した短篇映画 Oh, for the Life of a Fireman! である。同社が同年設立した子会社・ブルーバード映画では、1918年からの『悪霊』、『下界の精』、『第二の結婚』に主演し、これらは日本でも公開された。
1920年1月10日、満25歳で俳優のウィーラー・オークマンと結婚する。
1926年、ハリー・S・ウェッブのメトロポリタン・ピクチャーズに移籍している。最後の主演作は、1927年、オリヴァー・ハーディと共演したフレッド・ガイオル監督の Slipping Wives であった。トーキー以降は脇役に回り、1932年、フィル・ローゼン監督の Klondike を最後に映画界を退いた。
1987年9月に落下して負傷、同年12月27日、ニュージャージー州バーゲン郡レオニアで負傷により死去した。墓所は不明である。

## おもなフィルモグラフィ
すべて出演作である。

### 1910年代
- A Blot on the 'Scutcheon : 監督D・W・グリフィス、主演チャールズ・ヒル・メイルズ、1912年 - 出演・役 A Page
- He Had But Fifty Cents : 監督不明、主演ヴァイオレット・ホーナー、1912年 - 出演・役 Alice Kent
- The Man Who Wouldn't Marry : 監督ウォルター・エドウィン、主演ロバート・ブロウアー、1913年
- Mother : 監督モーリス・トゥールヌール、主演エマ・ダン、1914年 - 出演・役 Ardath
- The Heiress and the Crook : 監督不明、共演ヘンリー・ルーゾン、1914年 - 主演
- Oh, for the Life of a Fireman! : 監督不明、共演パディ・マクガイア、1916年 - 主演
- Bungling Bill's Burglar : 監督ジャック・ディロン（ジョン・フランシス・ディロン）、主演パディ・マクガイア、1916年
- Igorrotes' Crocodiles and a Hat Box : 監督ジャック・ディロン、主演ルイズ ・オーウェン、1916年
- Heaven Will Protect a Woiking Goil : 監督ジョン・フランシス・ディロン、主演ラス・パウエル、1916年
- Love, Dynamite and Baseballs : 監督・主演ジャック・ディロン、1916年
- More Truth Than Poetry : 監督ジャック・ディロン、主演アーサー・ムーン、1916年
- Bungling Bill's Peeping Ways : 監督ジャック・ディロン、主演パディ・マクガイア、1916年 - 出演・役 Dorothy
- Search Me! : 監督ジャック・ディロン、主演パディ・マクガイア、1916年
- The Social Pirates : 監督ジェイムズ・W・ホーン、主演マリン・セイス、1916年
- The Lion Hearted Chief : 監督ジャック・ディロン、主演パディ・マクガイア、1916年
- Knocking Out Knockout Kelly : 監督ジャック・ディロン、主演アーサー・ムーン、1916年
- Caught with the Goods : 監督・主演エディ・ライオンス / リー・モーラン、1916年
- Beer Must Go Down : 監督・主演エディ・ライオンス / リー・モーラン、1916年
- He Maid Me : 監督・主演エディ・ライオンス / リー・モーラン、1916年
- All Bets Off : 監督・主演エディ・ライオンス / リー・モーラン、1916年
- The Battle of Chili Con Carne : 監督ルイ・ウィリアム・ショーデ、主演エディ・ライオンス / リー・モーラン、1916年
- Broke But Ambitious : 監督ルイ・ウィリアム・ショーデ、主演エディ・ライオンス / リー・モーラン、1916年
- The Terrible Turk : 監督ルイ・ウィリアム・ショーデ、共演エディ・ライオンス / リー・モーラン、1916年 - 主演
- Tigers Unchained : 監督ジェイムズ・W・ホーン、主演マリン・セイス、1916年
- The Boy from the Gilded East : 監督ルイ・ウィリアム・ショーデ、主演エディ・ライオンス / リー・モーラン、1916年
- Nobody Guilty : 監督ルイ・ウィリアム・ショーデ、主演エディ・ライオンス / リー・モーラン、1916年
- A Silly Sultan : 監督ルイ・ウィリアム・ショーデ、主演エディ・ライオンス / リー・モーラン、1916年
- Model 46 : 監督ルイ・ウィリアム・ショーデ、主演エディ・ライオンス / リー・モーラン、1916年
- With the Spirit's Help : 監督ルイ・ウィリアム・ショーデ、共演エディ・ライオンス / リー・モーラン、1916年 - 主演
- When the Spirits Fell : 監督ルイ・ウィリアム・ショーデ、主演エディ・ライオンス / リー・モーラン、1916年
- Almost Guilty : 監督ルイ・ウィリアム・ショーデ、主演エディ・ライオンス / リー・モーラン、1916年
- His Own Nemesis : 監督ルイ・ウィリアム・ショーデ、主演エディ・ライオンス / リー・モーラン、1916年
- The Barfly : 監督ルイ・ウィリアム・ショーデ、主演エディ・ライオンス / リー・モーラン、1916年
- Love and a Liar : 監督ルイ・ウィリアム・ショーデ、主演エディ・ライオンス / リー・モーラン、1916年
- A Political Tramp : 監督ルイ・ウィリアム・ショーデ、主演エディ・ライオンス / リー・モーラン、1916年
- Knights of a Bathtub : 監督ルイ・ウィリアム・ショーデ、主演エディ・ライオンス / リー・モーラン、1916年 - 出演・役 Alice
- How Do You Feel? : 監督ルイ・ウィリアム・ショーデ、主演エディ・ライオンス / リー・モーラン、1916年
- The White Turkey : 監督ルイ・ウィリアム・ショーデ、脚本ベス・メレディス、共演エディ・ライオンス / リー・モーラン、1916年 - 主演
- Pass the Prunes : 監督ルイ・ウィリアム・ショーデ、脚本ベス・メレディス、主演エディ・ライオンス / リー・モーラン、1916年
- Two Small Town Romeos : 監督ルイ・ウィリアム・ショーデ、主演エディ・ライオンス / リー・モーラン、1916年
- It Sounded Like a Kiss : 監督ルイ・ウィリアム・ショーデ、脚本ベス・メレディス、主演エディ・ライオンス / リー・モーラン、1916年
- 『名犬』 The Bad Man of Cheyenne : 監督・脚本フレッド・ケルシー、脚本・主演ハリー・ケリー、1917年
- Treat 'Em Rough : 監督ルイ・ウィリアム・ショーデ、主演エディ・ライオンス / リー・モーラン、1917年
- 『おやお伯父さん』 Why, Uncle! : 監督ルイ・ウィリアム・ショーデ、脚本ベス・メレディス、主演エディ・ライオンス / リー・モーラン、1917年
- Goin' Straight : 監督・脚本フレッド・ケルシー、脚本・主演ハリー・ケリー、1917年
- 『悪魔の声』 Even As You and I : 監督ロイス・ウェバー、主演ベン・F・ウィルソン、1917年 - 出演・役 Artist's Wife
- Somebody Lied : 監督ベン・F・ウィルソン、主演ハリー・カーター、1917年 - 主演
- Hand That Rocks the Cradle : 監督・主演フィリップス・スモーリー / ロイス・ウェバー、1917年 - 出演・役 Mrs. Graham
- 『灰色の幽霊』 The Gray Ghost : 監督スチュアート・ペイトン、主演ハリー・カーター、1917年 - 出演・役 Morn Light
- 『湖畔の思出』 Beloved Jim : 監督スチュアート・ペイトン、主演ハリー・カーター、1917年 - 出演・役 Mary, His Wife
- 『悪霊』 The Two-Soul Woman : 監督エルマー・クリフトン、1918年 - 主演・役 Joy Fielding/Edna
- 『下界の精』 Which Woman? : 監督トッド・ブラウニング / ハリー・A・ポラード、主演エラ・ホール、1918年 - 出演・役 Mary Butler
- 『花いばら』 The Brazen Beauty : 監督トッド・ブラウニング、1918年 - 主演・役 Jacala Auehli
- 『握手反目』 Kiss or Kill : 監督エルマー・クリフトン、主演ハーバート・ローリンソン、1918年 - 出演・役 Ruth Orton
- 『巴里の山猫』 The Wildcat of Paris : 監督ジョセフ・ド・グラス、共演ルイス・ダークレー、1918年 - 主演・役 Colette
- 『第二の結婚』 She Hired a Husband : 監督ジャック・ディロン、1918年 - 主演・役 Daphne Trowbridge
- Klever Kiddies : 監督不明、主演ヴァイオレット・マースロウ、1919年
- 『泥中の薔薇』 The Wicked Darling : 監督トッド・ブラウニング、共演ウェリントン・A・プレイター、1919年 - 主演・役 Mary Stevens
- 『鬼薊』 The Silk-Lined Burglar : 監督ジョン・フランシス・ディロン、共演アシュトン・ディーアホルト、1919年 - 主演・役 Doris Macon
- 『愛と光明』 The Exquisite Thief : 監督トッド・ブラウニング、共演サーストン・ホール、1919年 - 主演・役 Blue Jean Billie
- 『新生』 Pretty Smooth : 監督ローリン・S・スタージョン、共演フランシス・マクドナルド、1919年 - 主演・役 Gertie Jones
- 『黄金の花』 Paid in Advance : 監督アレン・ホルバー、主演ドロシー・フィリップス、1919年 - 出演・役 Marie
- 『憧憬れの都へ』 Forbidden : 監督ロイス・ウェバー、1919年 - 主演・役 An Adventuress

### 1920年代
- 『スタンブールの処女』 The Virgin of Stamboul : 監督トッド・ブラウニング、共演ウィーラー・オークマン、1920年 - 主演・役 Sari
- 『法の外』 Outside the Law : 監督トッド・ブラウニング、共演ウィーラー・オークマン、1920年 - 主演・役 Molly Madden, Silky Moll
- 『名声』 Reputation : 監督スチュアート・ペイトン、共演メイ・ジレーシ、1921年 - 主演・役 Fay McMillan, later Laura Figlan/Pauline Stevens
- 『争闘』 The Conflict : 監督スチュアート・ペイトン、共演エドワード・コネリー、1921年 - 主演・役 Dorcas Remalie
- 『野に咲く花』 Wild Honey : 監督ウェズリー・ラッグルズ、共演ノア・ビアリー、1922年 - 主演・役 Lady Vivienne
- 『二国旗の下』 Under Two Flags : 監督トッド・ブラウニング、共演ジェームズ・カークウッド、1922年 - 主演・役 Cigarette
- 『生の焔』 The Flame of Life : 監督ホバート・ヘンリー、共演ロバート・エリス、1923年 - 主演・役 Joan Lowrie
- 『妖雲渦捲く』 Drifting : 監督トッド・ブラウニング、共演マット・ムーア、1923年 - 主演・役 Cassie Cook/Lucille Preston
- 『白虎（1923年の映画)』（ホワイト・タイガー） White Tiger : 監督トッド・ブラウニング、共演マット・ムーア、1923年 - 主演・役 Sylvia Donovan
- 『嵐の娘』 The Storm Daughter : 監督ジョージ・アーチェンボード、共演トム・サンチ、1924年 - 主演・役 Kate Masterson
- 『セヴイラの毒婦』 The Siren of Seville : 監督ジェローム・ストーム / ハント・ストロンバーグ、1924年 - 主演・役 Dolores
- 『カイロの酒場』 A Cafe in Cairo : 監督チェスター・ワージー、共演ロバート・エリス、1924年 - 主演・役 Naida
- 『女盗赤頭巾』 The Crimson Runner : 監督トム・フォーマン、共演バーナード・シーゲル、1925年 - 主演・役 Bianca Schreber
- The Danger Girl : 監督エドワード・ディロン、共演ジョン・ボワーズ、1926年 - 主演・役 Marie Duquesne
- Forbidden Waters : 監督アラン・ヘイル、共演ウォルター・マッグレイル、1926年 - 主演・役 Nancy
- The Dice Woman : 監督エドワード・ディロン、共演ジョン・ボワーズ、1926年 - 主演・役 Anita Gray
- The Speeding Venus : 監督ロバート・ソーンビー、共演ロバート・フレイザー、1926年 - 主演・役 Emily Dale
- 『ブロードウェイの西』 West of Broadway : 監督ロバート・ソーンビー、共演アーノルド・グレイ、1926年 - 主演・役 'Freddie' Hayden
- Jewels of Desire : 監督ポール・パウエル、共演ジョン・ボワーズ、1927年 - 主演・役 Margarita Solano
- Birds of Prey : 監督ウィリアム・ジェームズ・クラフト、共演ヒュー・アラン、1927年 - 主演・役 Helen Wayne
- Slipping Wives : 監督フレッド・ガイオル、共演オリヴァー・ハーディ、1927年 - 主演・役 Wife
- The Honorable Mr. Buggs : 監督フレッド・ジャックマン、主演マット・ムーア、1927年
- All for Nothing : 監督ジェイムズ・パロット、主演チャーリー・チェイス、1928年

### 1930年代
- Trapped : 監督ブルース・M・ミッチェル、主演ニック・スチュアート、1931年 - 出演・役 Bettina Moore
- 『暗黒の復讐』 Law of the Sea : 監督オットー・ブラワー、主演ウィリアム・ファーナム、1931年 - 出演・役 Jane, Captain Andrews' Wife
- Hollywood Halfbacks : 監督チャールズ・ラモント、1931年
- Behind Stone Walls : 監督フランク・R・ストレイヤー、主演エドワード・J・ヌジェント、1932年 - 出演・役 Esther Clay - Cheating Wife
- Klondike : 監督フィル・ローゼン、主演セルマ・トッド、1932年 - 出演・役 Miss Porter

## 関連事項
- バイオグラフ・カンパニー（en:Biograph Company）
- ウィーラー・オークマン （en:Wheeler Oakman）
- レオニア (ニュージャージー州) （en:Leonia, New Jersey）
- ハリー・カーター （en:Harry Carter）
- ハリー・S・ウェッブ （en:Harry S. Webb）